# Municipio de San Antonino Monte Verde
El municipio de San Antonino Monte Verde es uno de los 570 municipios que conforman al estado mexicano de Oaxaca. Pertenece al distrito de Teposcolula, dentro de la región mixteca. Su cabecera es la localidad de San Antonino Monte Verde.

## Geografía
El municipio abarca 100.88 km² y se encuentra a una altitud promedio de 2240 m s. n. m., oscilando entre 3000 y 1400 m s. n. m.

## Demografía
De acuerdo al último censo, realizado por el INEGI en 2010, en el municipio habitan 6650 personas, repartidas entre 12 localidades.